# NGC 2449
NGC 2449  ist eine Spiralgalaxie mit aktivem Galaxienkern vom Hubble-Typ Sab im Sternbild Zwillinge auf der Ekliptik. Sie ist schätzungsweise 216 Millionen Lichtjahre von der Milchstraße entfernt und hat einen Durchmesser von etwa 80.000 Lichtjahren.

Im selben Himmelsareal befinden sich die Galaxien NGC 2450, IC 474, IC 476, IC 2205.
Das Objekt wurde am 18. Januar 1874 vom französischen Astronomen Édouard Stephan entdeckt.